# مايك أنتشوندو
مايك أنتشوندو (بالإنجليزية: Mike Anchondo)‏ مواليد 15 أبريل 1982 في لوس أنجلوس، هو ملاكم محترف أمريكي بدأ مسيرته الاحترافية سنة 2000. حقق بطولة منظمة الملاكمة العالمية.

## إحصائيات
خاض خلال مسيرته 33 نزالا، فاز في 30 وخسر في 3. فاز بالضربة القاضية في 19 نزالا.

## روابط خارجية
- مايك أنتشوندو على موقع بوكس ريك (الإنجليزية) (registration required)